# 威斯康辛山脈
威斯康辛山脈（英語：Wisconsin Range）是南極洲的山脈，屬於霍利克山脈的一部分，該山脈以威斯康辛大學麥迪遜分校命名，現時受南極條約體系管理。